# Bruno de Finetti
Bruno De Finetti (Innsbruck, 13 giugno 1906 – Roma, 20 luglio 1985) è stato un matematico e statistico italiano, noto soprattutto per la formulazione della concezione soggettiva operazionale della probabilità.

## Biografia
Nacque a Innsbruck, al tempo capitale della Contea di Tirolo, nell'impero d'Austria col nome di Bruno Johannes Leonhard Maria von Finetti. Suo nonno, Giovanni Cavalieri von Finetti, era un imprenditore edile di Trieste, città importante dell'Impero austro-ungarico, e partecipò alla costruzione della ferrovia dell'Arlberg. Proprio per questo motivo la famiglia si trasferì in Tirolo. Il padre di Bruno, Gualtiero De Finetti, rilevò la società nel 1910, fino a quando ottenne l'incarico di direttore di costruzione a Trieste. Poco dopo la morte del padre, la famiglia si trasferì a Trento, allora Contea del Tirolo, nell'Impero austro-ungarico, città natale della madre.
Finita la prima guerra mondiale, il Tirolo Meridionale passò al Regno d'Italia che lo ribattezzò nel 1923 col nome di Trentino-Alto Adige. Bruno De Finetti si iscrive nel 1923 al Politecnico di Milano e nel 1925 passa al neonato corso di laurea in Matematica applicata all'Università degli Studi di Milano. Qui conosce Oscar Chisini e Giulio Vivanti; con Vivanti si laurea nel 1927 discutendo una tesi sull'analisi vettoriale in ambito affine. Dal 1927 al 1931 lavora all'Istituto nazionale di statistica, appena creato, e viene preposto all'ufficio matematico, diretto da Luigi Galvani. In quel periodo costruisce le tavole di mortalità del 1921 e ricostruisce quelle dei censimenti precedenti.
Dal 1931 al 1946 lavora come attuario e statistico presso le Assicurazioni Generali di Trieste, dove è a capo del servizio meccanografico e dell'ufficio razionalizzazione. Le sue numerose pubblicazioni su vari temi, in particolare quelli probabilistici, gli procurano notorietà nella cerchia degli studiosi del ramo. Insegna prima all'Università di Padova e nel 1939 vince la cattedra di Matematica finanziaria all'Università degli Studi di Trieste, dove gli è dedicata l'Aula Magna della Facoltà di Economia e Commercio. Nel 1954 si sposta all'Università degli Studi di Roma "La Sapienza", inizialmente su una cattedra di Matematica finanziaria e successivamente, dal 1961 al 1976, su una cattedra di Calcolo delle probabilità.
La probabilità è l'argomento di cui si è occupato in modo più specifico e continuativo. Lo statistico italiano ha anche ideato il diagramma di De Finetti, con il quale si può localizzare una popolazione in un grafico basato su coordinate triangolari, rispetto all'equilibrio di Hardy-Weinberg. Un altro importante contributo è dato dalla definizione del teorema della rovina del giocatore che dimostra il fallimento economico certo di un giocatore contro un avversario che ha a disposizione illimitate risorse. Tale teorema è di notevole importanza teorica nella teoria probabilistica alla base dell'impresa di assicurazione.
De Finetti fu accademico dei Lincei e socio effettivo e corrispondente dei più importanti istituti attuari e presidente di numerose associazioni matematiche italiane ed estere. Fu inoltre socio fondatore e poi presidente onorario dell'AMASES, l'Associazione per la matematica applicata alle scienze economiche e sociali. In lui rimane sempre concreto e vivo l'interesse per la didattica. De Finetti sostiene decisamente la necessità di rendere intuitiva la matematica e combatte le posizioni bourbakiste nell'insegnamento di questa materia. È presidente della Mathesis dal 1970 al 1981.
Negli anni settanta anima un gruppo di ricerca sulla didattica della matematica attivo nell'ambiente romano: ne fanno parte Emma Castelnuovo, Lina Mancini Proia, Michele Pellerey, Bruno Rizzi e Liliana Gilli in Ragusa. È tra i primi, intorno al 1960, a promuovere fra studenti gare matematiche che possano portare i migliori a partecipare a gare internazionali. Applica il concetto di intuitività anche alla didattica universitaria. Il suo spirito critico e spesso anticonformista lo porta a posizioni polemiche che hanno un certo seguito, nonostante per carattere sia lontano da forme di potere fine a sé stesse.
Nell'ambito della vita universitaria manifesta critiche a quei burocrati da lui criticamente definiti "burosauri". Sostiene anche l'opportunità di consentire che cittadini stranieri accedano alle cattedre delle Università italiane, cosa impossibile fino agli anni settanta. Dagli ultimi anni settanta milita nelle file del Partito Radicale. In particolare, accetta di ricoprire il ruolo di responsabile della testata giornalistica Notizie radicali, che pubblica articoli di denuncia. Questo lo porta anche a essere arrestato presso la sede dell'Accademia nazionale dei Lincei, all'uscita della cerimonia di inaugurazione dell'anno accademico a poche centinaia di metri dal carcere di Regina Coeli, dove viene scarcerato ancor prima di entrare in cella, grazie alla immediata revoca del mandato di cattura. Il provvedimento era stato disposto dal magistrato Antonio Alibrandi in seguito alla pubblicazione, su Notizie Radicali, di articoli in difesa degli obiettori di coscienza nei confronti del servizio militare.
A lui sono dedicate vie a Roma e a Trento.

## La sua visione della probabilità
A partire dagli anni '20 dello scorso secolo si cercò di applicare la teoria della probabilità anche in situazioni in cui non si disponeva di grandi masse di dati e nemmeno si poteva parlare di casi favorevoli e casi possibili; ad esempio, nella pianificazione delle costruzioni di alloggi non si può prevedere se fra 20 anni ci sarà maggior necessità di case rispetto ad oggi basandoci su analisi del tipo indicato, oppure nelle produzioni industriali non si può prevedere in quel modo se un nuovo prodotto incontrerà il favore del pubblico. A partire dal 1931 F. P. Ramsey e Bruno De Finetti sostennero, indipendentemente uno dall’altro, che la probabilità dovesse essere in questi casi, una misura della fiducia che un soggetto, in possesso di determinate informazioni, attribuisce a un evento. Infatti né il modello classico, né il modello statistico sono in grado di dare valutazioni di probabilità su esperimenti aleatori che ci coinvolgono direttamente o che non possono essere ripetuti sempre alle stesse condizioni: ad esempio non possiamo determinare quale sia la probabilità che il cavallo su cui abbiamo puntato vincerà nella prossima corsa perché ogni corsa è diversa da un'altra e non possiamo fare confronti, oppure stabilire chi vincerà fra i quattro giocatori di una partita di poker perché ogni partita è diversa da un'altra e anche la fortuna gioca un ruolo importante; inoltre non ha senso parlare di rapporto fra casi favorevoli e casi possibili perché questo significherebbe dire che ogni cavallo ha esattamente le stesse possibilità di vincere di un altro, così come ogni giocatore della partita di poker. La probabilità diventa in questo caso una misura della fiducia che noi riponiamo nel fatto che si verifichi o meno un certo evento.

## Pubblicazioni
Le opere di de Finetti, al compimento del suo 75º compleanno ammontavano a 274, tra articoli e volumi. 
Recentemente, Mark Rubinstein ha scoperto e tradotto in inglese alcuni articoli del 1940 apparsi nel Giornale dell'istituto Italiano degli attuari, i quali contengono numerosi concetti fondamentali per lo sviluppo delle tecniche di ottimizzazione statistica per la gestione dei portafogli di azioni. Tali concetti furono sviluppati indipendentemente nel 1952 da Harry Markowitz, che ottenne il Nobel per l'economia nel 1990.
Tra i lavori che più amava si possono citare:
- "Problemi determinati e indeterminati nel calcolo delle probabilità", in Rendiconti dell'Accademia Italiana dei Lincei novembre, 1930
- "Fondamenti logici del ragionamento probabilistico", in Bollettino dell'Unione Matematica Italiana, anno IX, dicembre, 1930
- "Probabilismo. Saggio critico sulla teoria della probabilità e sul valore della scienza", in Biblioteca di Filosofia diretta da Antonio Aliotta, Editrice F. Perrella, Napoli - Città di Castello,  pp. 1–57, 1931
- "Sul significato soggettivo della probabilità", in Fundamenta Mathematicae, Warszawa, T. XVII, pp. 298–329, 1931
- "L'invenzione della verità" (1934), pubblicazione postuma, Raffaello Cortina Editore, 2006
- "La Prévision: Ses Lois Logiques, Ses Sources Subjectives", in Annales de l'Institut Henri Poincaré, 1937
- "Le vrai et le probable", in Dialectica, 1949
- "Sull'impostazione assiomatica del calcolo delle probabilità", in Annali Triestini, 1949
- "Macchine che pensano (e che fanno pensare)", in Tecnica e Organizzazione, 1952
- "Matematica logico-intuitiva", 1959
- "La Matematica per le Applicazioni Economiche", 1961
- "Theory of Probability", 1974
- "Filosofia della probabilità", 1995, (opera postuma a cura di A. Mura)

Va segnalato inoltre che i due volumi che raccolgono gli
- "Scritti (1926-1930)", vol. I, 1981 - Cedam, Padova
- "Scritti (1931-1936)", vol. II, 1991 - Pitagora Editrice, Bologna

riportano la sua intera bibliografia fino al 1980.
- Bruno de Finetti, Teoria delle probabilità. Sintesi introduttiva con appendice critica, Einaudi, 1970 (in 2 volumi).

- Bruno de Finetti, Probabilità e induzione, Bologna, CLUEB, 1993, ISBN 88-8091-176-7.

Da ricordare, inoltre, la sua opera "Un matematico e l'economia" edita da Miro Allione e Francesco Indovina nel 1969, ripubblicata da Giuffrè editore in occasione del ventennale della morte. Nella stessa ricorrenza vengono ripubblicate altre due opere: "Matematica logico-intuitiva" e "Teoria delle probabilità". Tutte e tre le opere hanno una prefazione di Alfonso Desiata.

## Riconoscimenti
Le sue originali ricerche gli procurano numerosi premi:
- premio Toja (1931) dall'INA;
- premio dell'Università di Roma (1934);
- premio dal Consiglio nazionale delle ricerche (1939);
- premio internazionale per le scienze assicurative presso l'Accademia nazionale dei Lincei (1964);
- premio dell'Associazione degli attuari svizzeri (1978);
- premio della Société française de statistique (1979).